# Kantonssteuer
Bei Kantonssteuern steht in der Schweiz das Steueraufkommen für bestimmte Steuerarten den Kantonen zu, die auch die Steuerhoheit ausüben.   

## Allgemeines
Im schweizerischen Sprachgebrauch wird die Kantonssteuer auch als Staatssteuer bezeichnet. Ähnlich wie bei der Ländersteuer in Deutschland liegt die Steuerhoheit für bestimmte Steuerarten bei Bund, Kantonen und Gemeinden. Kantone sind befugt, direkte und indirekte Kantonssteuern zu erheben; direkte Kantonssteuern wurden in Graubünden bereits 1856 eingeführt.

## Einteilung
In der Schweiz gibt es vergleichbar wie in Deutschland Bundessteuern, Kantonssteuern und Gemeindesteuern. Jede Gemeinde kann selbst die Höhe der Gemeindesteuer festsetzen, was zu erheblichen Unterschieden innerhalb der Schweiz führt.
Aus der Gliederung in Bund, Kantone und Gemeinden ergibt sich folgende Ertragshoheit:
| Steuerhoheit          | direkte Steuer                                                                             | indirekte Steuer                                                                 |
| --------------------- | ------------------------------------------------------------------------------------------ | -------------------------------------------------------------------------------- |
| Direkte Bundessteuern | Einkommensteuer, Quellensteuer, Stempelsteuer, Verrechnungssteuer, Wehrpflichtersatzabgabe | Biersteuer, Mehrwertsteuer, Mineralölsteuer, Tabaksteuer, Steuer auf Spirituosen |
| Kantonssteuern        | Einkommensteuer, Vermögenssteuer, Erbschaftssteuer, Schenkungsteuer, Liegenschaftssteuer   | Motorfahrzeugsteuer, Stempelsteuer, Billettsteuer                                |
| Gemeindesteuern       | Einkommensteuer, Vermögenssteuer, Kopfsteuer/Personalsteuer, Liegenschaftssteuer           | Sackgebühr, Abwassergebühr, Hundesteuer, Billettsteuer                           |

Direkte Steuern werden auf Einkommen, Vermögen und Kapitalertrag erhoben, indirekte Steuern belasten den Verbrauch (etwa Kraftstoff), Besitz (Kraftfahrzeug) oder den Aufwand (Sackgebühr).